# Branca Bilhar
Branca Lopes de Alcântara Bilhar (Crato, 1886 ou 17 de novembro de 1891 - Rio de Janeiro, 22 de dezembro de 1928) foi uma pianista, professora de música e compositora brasileira.

## Biografia
Vindo de uma família com contato com a música (Branca foi sobrinha do violonista e compositor Sátiro Bilhar), desde os oito anos tocava violino e piano. Em 1911, com 14 anos, Branca perdeu seus pais, tornando-se órfã. Mudou-se para o Rio de Janeiro para viver com sua tia, Anna Bilhar.
Ingressou no Instituto Nacional de Música do Rio de Janeiro por volta de 1911, graduando-se com honra na classe de piano de Godofredo Leão Veloso. No Instituto teve aulas com Barrozo Neto e Luciano Gallet.
Fundou com sua irmã, Ana Bilhar, o Colégio Nossa Senhora de Lourdes, inicialmente em Guaramiranga e mais tarde reaberto em Fortaleza.
Atuou como pianista solista e em grupos de música de câmara. Desenvolveu atividade como professora, tendo entre suas alunas Eunice Katunda.

## Obras
- Sabiá (com letra de Luís Murat)
- As Esmeraldas (com letra de Álvaro Bomílcar da Cunha)

### Para piano
- Alaíde, valsa de salão
- Allegro de Concerto
- Ao Violão
- Bailado Indígena, peça característica
- Dedicação, valsa lenta
- Ensaio de Composição
- Estudo de Concerto
- Improviso
- No Sertão, Cateretê
- Os herois de Copacabana
- Primeira Valsa
- Recordação sertaneja
- Reminiscência
- Samba sertanejo, peça característica
- Serenata Espanhola